# Territorialização
Territorialização é um conceito bio-geográfico de significados distintos em diferentes escolas teóricas da Antropologia, Biologia e Geografia. O termo está geralmente relacionado a formas de organização e reorganização social, modos distintos de percepção, ordenamento, reordenamento em termos de relações com o espaço.

## Origem "evolucionista"
O conceito de territorialidade originalmente proposto buscava dar conta das transformações no âmbito da espacialidade de uma suposta passagem das sociedades segmentares à condição de sociedades centralizadas. Este conceito acaba impondo uma linha reta pouco realista, sem perceber os padrões divergentes da história civilizacional a exemplo da civilização original da cidade-estado entre Jiroft-Elão-Ur Sumeriana do baixo Eufrates, da sofisticada Héllada também descentralizada para os padrões imperiais de Roma que muito lhe copiou, etc. Assim como as formas de organização mais complexas a nível intra-piramidal ou intra-social tendem ao inverso; a especialização tende a descentralização das funções dos elementos constituintes de uma civilização, visto que alguém com duas ou mais ocupações não poderia ter maior produtividade sem um foco e talento maior para determinada(s) área(s) caso fosse obrigado a desempenhar mais funções de modo sobrecarregado e em zonas de não-aptidão ou domínio meramente pela centralização de obrigações sem necessariamente haver as habilidades para tal.

## Releitura funcionalista
Com o descrédito da vertente antropológica evolucionista e a ascensão de outras explicações originadas no funcionalismo, o conceito de territorialização passa a ser utilizado em um sentido classificatório de diferentes sistemas políticos, ou princípios ordenadores de uma sociedade - linhagem, classe de idade, organização bélica, sistema ritual, etc - e sua localização em sistema cultural, sendo um território um fator de regulação entre diferentes membros e grupos de uma mesma sociedade.

## Na atualidade
Na última década do século XX o antropólogo etnólogo João Pacheco de Oliveira se apropria deste conceito em  sua análise etnológica dos grupos indígenas habitantes do nordeste, repensando-o à luz das contribuições de Fredrik Barth em seus estudos sobre fronteiras étnicas.
Nesta nova abordagem, territorialização passa a significar:
1. A criação de uma nova unidade sociocultural mediante o estabelecimento de uma identidade étnica diferenciadora.
2. A constituição de mecanismos políticos especializados.
3. A redefinição do controle social sobre os recursos ambientais.
4. A reelaboração da cultura e da relação com o passado[1].

Nesse sentido processo de territorialização seria:
o movimento pelo qual um objeto político-administrativo — nas colônias francesas seria a “etnia”, na América espanhola as “reducciones” e “resguardos”, no Brasil as “comunidades indígenas” — vem a se transformar em uma coletividade organizada, formulando uma identidade própria, instituindo mecanismos de tomada de decisão e de representação, e reestruturando as suas formas culturais (inclusive as que o relacionam com o meio ambiente e com o universo religioso.(...) As afinidades culturais ou lingüísticas, bem como os vínculos afetivos e históricos porventura existentes entre os membros dessa unidade político-administrativa (arbitrária e circunstancial), serão retrabalhados pelos próprios sujeitos em um contexto histórico determinado e contrastados com características atribuídas aos membros de outras unidades, deflagrando um processo de reorganização sociocultural de amplas proporções.— João Pacheco de Oliveira